# William A. Graham
William A. Graham (Lincoln megye, 1804. szeptember 5. – Saratoga Springs, 1875. augusztus 11.) az Amerikai Egyesült Államok szenátora (Észak-Karolina, 1840–1843).